# Bijagos
Die Bijagos oder Bissagos, Eigenbezeichnung Bijuga, Alternativnamen: Bidjogo, Bijago, Bijao, Bijogo, Bijougot, Budjago, Bugago sind ein westafrikanisches Volk von etwa 33.000 Menschen, die den Bissagos-Archipel vor der Küste von Guinea-Bissau bewohnen. Der Begriff „Bissagos“ wird vornehmlich für die Inselgruppe verwendet, „Bijagó“ mehr in der portugiesischen Literatur, während „Bijogo“ in der Literatur anderer Herkunft vorherrscht.

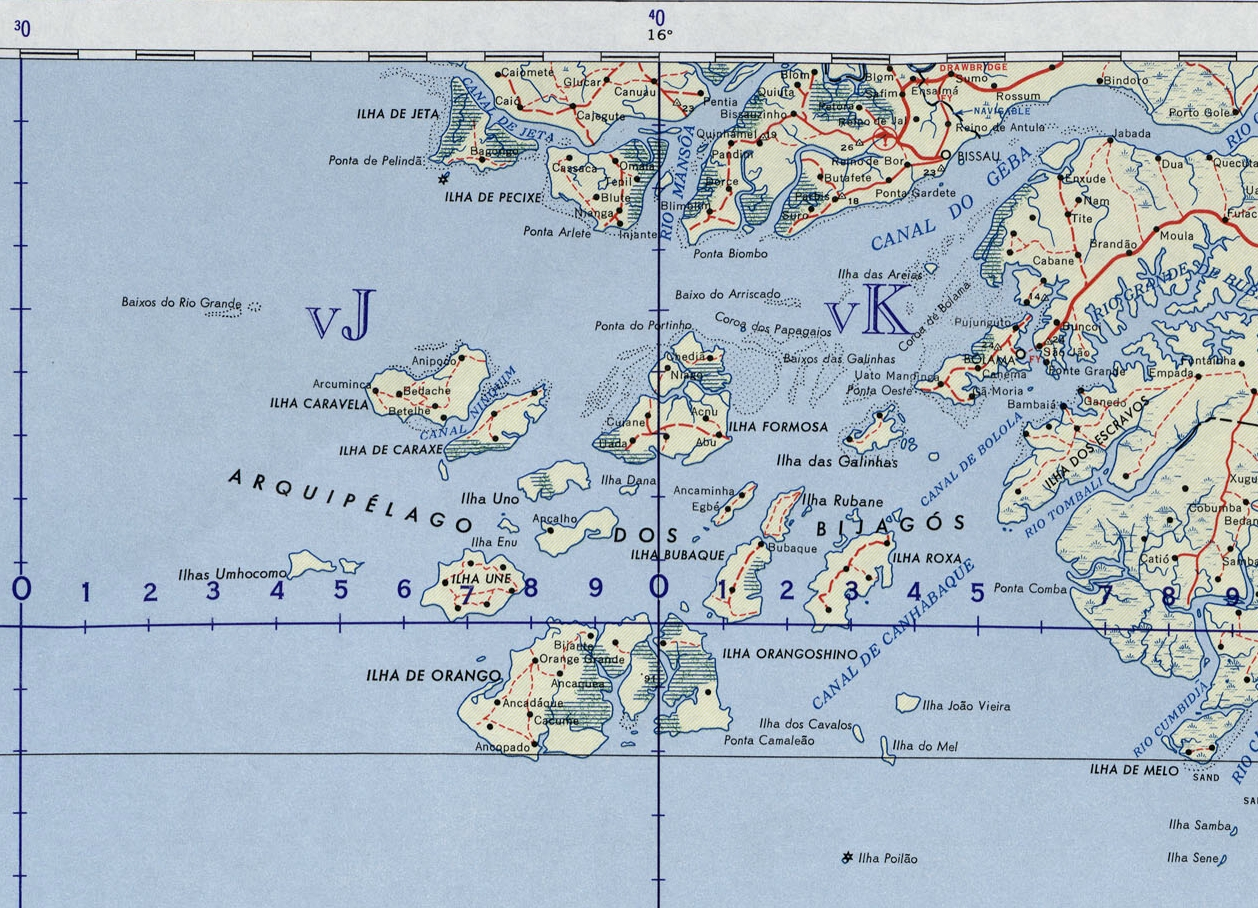
Karte des Bissagos-Archipels

## Sprache
Die Bijagos sprechen eine Atlantische Sprache, die als einzige dieser Sprachfamilie aufgrund ihrer isolierten Entstehung weder dem nördlichen noch dem südlichen Zweig zugeordnet wird. Diese Zuordnung hat aber mehr geographische Ursachen, linguistisch gehört die Sprache eher den Benue-Kongo-Sprachen an. Viele Bijago sprechen daneben auch Kreol und Portugiesisch.

## Kultur und Wirtschaft

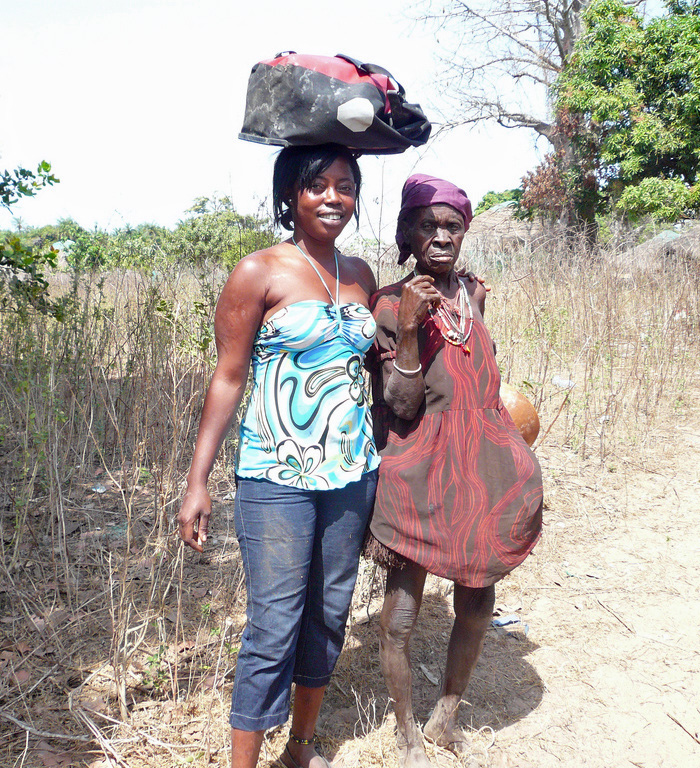
Bijago-Frauen

Der österreichische Ethnologe Hugo Bernatzik beschrieb die Inselbewohner 1934 als „konservative, tapfere, verschlossene, vollkommen ehrliche, fleißige und höfliche Menschen“. Als erster europäischer Wissenschaftler erforschte er mit Hilfe der Pilotin Elly Beinhorn die Bissagos-Inseln.
Die Ortschaften der Bijagos liegen im Inneren der Inseln, da die Küsten immer gefährdet waren. Alle landwirtschaftlichen Nutzflächen sind Gemeineigentum. Auf den Inseln Bubaque, Bolama und Caravela wohnen die meisten Menschen. Die Bijagos betrachten die unbewohnten Inseln als heiligen Boden und Gemeinbesitz, weshalb dort niemand leben darf. Erlaubt ist allerdings die Kultivierung des Bodens. Sie leben in dörflichen Gemeinschaften in Lehmhäusern mit Strohdächern und betreiben Subsistenzwirtschaft. In Palmenhainen wird während der Regenzeit Reis angebaut, auch die Fischerei ist von großer Bedeutung.
Die Bijagos sind das einzige Volk Guinea-Bissaus, das traditionell einer matriarchalen Gesellschaftsstruktur folgt. Die Frau ist Oberhaupt der Familie und wählt ihren Ehepartner selbst aus. Mit Furchtbarkeitspuppen zeigen Frauen ihren Heirats- oder Kinderwunsch an. Zumindest früher konnte sie mit zwei Männern gleichzeitig verheiratet sein. Die traditionelle Lebensweise gibt es unter anderem noch auf den Inseln Canhabaque und Orango.
Als einzige Ethnie in Guinea-Bissau beschneiden die Bijagos ihre Kinder nicht. Büffel- und andere Tiermasken werden bei Übergangsritualen von einer Altersklasse in eine andere benutzt.

## Religion
Noch heute ist die animistische Lokalreligion mit ihren Initiationsriten und heiligen Plätzen der wichtigste Glaube der Bijagos. Trotz einer starken Christianisierung, heute sind rund 15 % Christen, haben die Bijagos ihren Schöpferkult mit Geistern in Natur und unbelebten Gegenständen beibehalten. Figuren werden als Sitz von Gottheiten betrachtet. Sie dienen als zentrales Objekt von Zeremonien, als Beschützer der Haushalte gegen Flüche und als Heiler und werden an besonderen Stellen im Haus aufgestellt. Die Figur des großen Geistes Iran, des Stifters der bäuerlichen Zivilisation, in dessen Aura sich alle Ahnen aufhalten, existiert in jedem Dorf nur einmal. Oft wird er auf einem Hocker sitzend dargestellt. Den Geistern werden Opfer gebracht.
Der islamische Einfluss spiegelt sich mehr in der Kultur als in der Ausübung der konkreten Religion wider.

## Geschichte

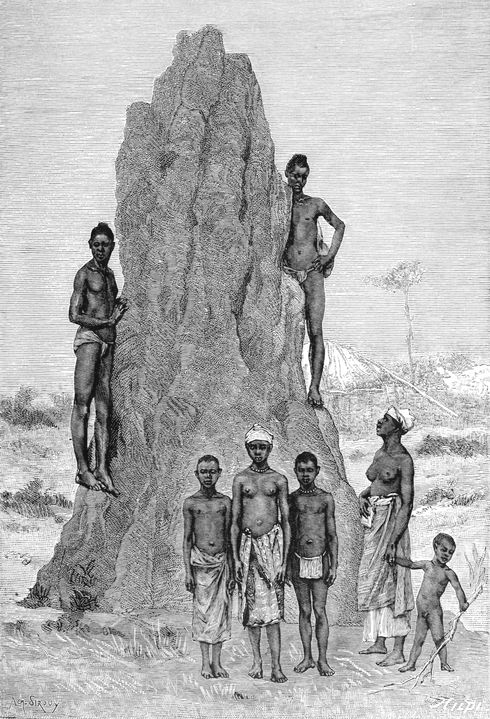
Bijagos vor einem Termitenhügel (um 1890)

Erstmals erwähnt wurden die Bijagos vom portugiesischen Seefahrer Pedro da Cintra 1456.
Schon vor der Zeit der Entdeckungen hatten die Bijagos eine zentrale Rolle im westafrikanischen Handel und unterhielten eine starke Flotte aus großen hochseetauglichen Kanus, die bis zu 70 Männer fassen konnten. Dies ermöglichte es ihnen 1535 die Portugiesen von der Eroberung der Inseln abzuhalten. Mitte des 17. Jahrhunderts schwächten sich die Auseinandersetzungen mit den Portugiesen ab und eine rege Handelsbeziehung begann.
Im 16./17. Jahrhundert betätigten sich die Bijagos erfolgreich als Sklavenjäger und -händler, wurden aber von den Portugiesen teilweise auch selbst als Sklaven verschleppt. Als Sklaven waren sie allerdings bekannt für ihr Rebellentum. Auch Briten, Niederländer, Franzosen und Spanier frequentierten häufig die Umschlagplätze für den Sklavenhandel. Mit den erbeuteten weiblichen Sklaven erbrachten Frauen, laut europäischen Beobachtern, bald die gesamte produktive Arbeit des Volkes, da die Männer fast ausschließlich in Sklavenjagd und -handel tätig waren. Bei europäischen Gütern waren die Bijagos lediglich an Waffen, Eisen und Brandy interessiert. Die Piratenüberfälle der Bijagos auf die Festlandküste gingen ab den 1630ern zurück, da dort Forts errichtet und auch Gegenangriffe lanciert worden waren.
Die Bijagos organisierten sich dezentral mit militärisch starken lokalen Herrschern, die immer wieder Überfälle auf die Küste des Festlandes unternahmen, ohne gemeinsame Monarchie oder Staat. Während auf Bubaque, Roxa und Orango Grande eine göttliche Königswürde vererbt wurde, wurden auf den übrigen besiedelten Inseln Häuptlinge gewählt. Zusätzlich gab es noch „geheime Häuptlinge“, die Priesterinnen. Auch ein britischer Siedlungsversuch Ende des 18. Jahrhunderts scheiterte an ihrem Widerstand. Isolierte Lage und dezentrale Organisation verbunden mit gemeinsamen religiösen Überzeugungen ermöglichten es ihnen lange Zeit ihre Unabhängigkeit und Identität zu bewahren. Ihr kriegerisches Leben und religiöse Überzeugungen erleichterten den Widerstand gegen militärischen und sozio-kulturellen Druck von außen.
Seit 1870 unternahm Portugal verstärkt Anstrengungen, die Inseln unter seine Kontrolle zu bringen, aber erst in den 1920ern wurden die Inseln „pazifiziert“ und 1936 wurde der letzte Aufstand der Bijagos niedergeschlagen. Alle Schmiede wurden als Waffenproduzenten getötet. Daraufhin wurden die Inseln endgültig an die Kolonie Portugiesisch-Guinea angegliedert. Die Kolonialherren errichteten ein System von Zwangsarbeit, für die ungebundenen Bijagos besonders katastrophal. Der Bissagos-Archipel wurde zusammen mit Portugiesisch-Guinea 1973/74 zum unabhängigen Guinea-Bissau.
Im 21. Jahrhundert haben die Inseln eine relative Selbständigkeit von Guinea-Bissau erreicht, aber die matriarchalen Strukturen erodieren, was von Beobachtern auf die christliche Mission zurückgeführt wird.